# مالكوم إل. أوغسطين
مالكوم إل. أوغسطين (بالإنجليزية: Malcolm L. Augustine)‏ هو سياسي أمريكي، ولد في 10 مارس 1969 في لافاييت في الولايات المتحدة. حزبياً، نشط في الحزب الديمقراطي. وقد انتخب عضو مجلس ولاية ماريلند.